# Токалли, Уго
Уго Даниэль Токалли (исп. Hugo Tocalli; род. 21 января 1948, Монте-Буэй, Кордова) — аргентинский футболист, позднее тренер.

## Карьера
Токалли начал свою карьеру в 1970 году в клубе «Депортиво Морон». В 1971 году он присоединился к «Нуэва Чикаго», где играл до 1974 года. В 1975 году у Токалли состоялся его первый приход в «Кильмес», а затем перешёл в 1977 году. В этом клубе Уго был партнёром легендарного аргентинского игрока, Диего Марадоны. Токалли вернулся в «Кильмес» в 1978 году и был частью команды, которая выиграла чемпионат Метрополитано в том же году. Он оставался в клубе до 1983 года. Поиграв короткие периоды за «Унион» (Санта-Фе) и «Атланта» (Буэнос-Айрес), прежде чем завершить карьеру в 1985 году.